# 쿠오피오주

쿠오피오주의 문장

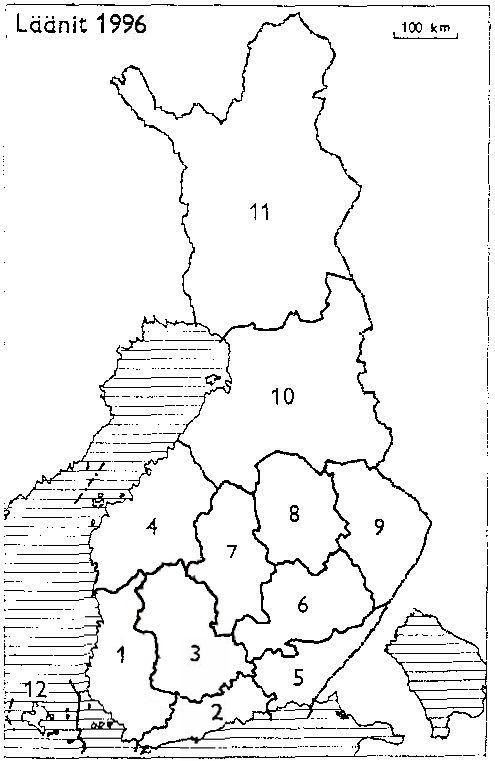
1996년 당시에 존재했던 핀란드의 주 지도 (8번이 쿠오피오주)

쿠오피오주(핀란드어: Kuopion lääni, 스웨덴어: Kuopio län)는 과거 핀란드에 존재했던 주로 주도는 쿠오피오이며 면적은 19,954km2(1993년 당시 면적), 인구는 258,662명(1993년 당시 인구), 인구 밀도는 13명/km2이었다.
주의 전신은 스웨덴의 지배하에 있던 1775년에 신설된 사보 카리알라주이다. 1809년 러시아 제국에 편입되었고 1831년 쿠오피오주가 되었다. 러시아 제국의 핀란드 대공국 시대였던 1831년부터 1917년까지는 쿠오피오현(러시아어: Куопиосская губерния)이라고 불렀다. 1960년 주의 동부가 북카리알라주로 편입되었으며 1997년 행정 구역 개편 당시에 미켈리주, 북카리알라주와 함께 동핀란드주로 합병되면서 폐지되었다.